# 天主教特拉爾內潘特拉總教區
天主教特拉爾內潘特拉總教區（拉丁語：Archidioecesis Tlalnepantlana）是墨西哥一個羅馬天主教總教區，下轄七個教區。1964年1月23日成立，1987年6月17日升為總教區。
教區包括墨西哥州中部六市。2010年有教友3,184,000人，佔轄區總人口80.0%。教區下轄二百個堂區，有342名司鐸。現任總主教為若瑟·安多尼·費爾南德斯·烏爾塔多、輔理主教為厄弗辣因·門多薩·卡魯斯和喬治·夸皮奧·包蒂斯塔、榮休輔理主教為方濟各·拉米雷斯·納瓦羅。